# Червоная Долина (Павлоградский район)
Червоная Долина (укр. Червона Долина) — село,
Булаховский сельский совет,
Павлоградский район,
Днепропетровская область,
Украина.
Код КОАТУУ — 1223582305. Население по переписи 2001 года составляло 44 человека .

## Географическое положение
Село Червоная Долина находится на расстоянии в 2,5 км от села Карабиновка и в 3-х км от села Булаховка.
Рядом проходят автомобильная дорога М-04 (E 50) и
железная дорога, станция Минеральная в 5-и км.